# Chrysophyllum ogowense
Chrysophyllum ogowense – gatunek drzew należących do rodziny sączyńcowatych. Występuje na terenie Gabonu.